# Bennett Griffin
Pour les articles homonymes, voir Griffin.
Bennett Hill Griffin, né le 22 septembre 1895 à Barton (Mississippi) et mort le 26 avril 1978 à Washington (district de Columbia), est un aviateur américain.

## Biographie
Il grandit dans l'Oklahoma où sa famille s’installe vers 1900.
Griffin est célèbre pour avoir tenté en 1932, avec Jimmie Mattern, de battre le record de vol autour du monde de Wiley Post et Harold Gatty (en).
Ainsi, le 5 juillet 1932, avec Madden, il vole sur un Lockheed Vega propulsé par un moteur Pratt & Whitney, de Floyd Bennett Field (New York) à Harbour Grace (Terre-Neuve), puis, à Berlin, effectue un vol sans arrêt de 18 heures 41 minutes. Il tente alors de battre le record de vol autour du monde de Wiley Post et Harold Gatty mais s'écrase le 7 juillet 1932, sans gravité, à Baryssaw en Biélorussie. Ils ont malgré tout établi un nouveau record de la traversée de l'océan Atlantique en 10 heures, 50 minutes.
En 1946-1947, il administre le Mike Monroney Aeronautical Center et est directeur de l'aéroport de Washington de 1947 à 1959 dont il fut, en 1941, le premier pilote d'American Airlines à y atterrir.
Mort en 1978, il est inhumé au cimetière national d'Arlington.